# هازجة رمادية
هازجة رمادية (باللاتينية: Plumbeous warbler) طائر من فصيلة هوازج العالم الجديد ويتبع لجنس سيتوفاغا. يوجد فقط في الدومينيكا وغوادلوب. موطنه الطبيعية غابات شبة استوائية أو استوائية وغابات الأراضي المنخفضة استوائية أو شبة استوائية.